# Егорова, Ольга Валерьевна
Ольга Валерьевна Егорова (род. 4 сентября 1967, Лейпциг) — советская и российская актриса театра и кино.

## Биография
Ольга Егорова родилась 4 сентября 1967 года в городе Лейпциге, в семье военного.
В 1983 году Ольга поступила в Высшее театральное училище имени М. С. Щепкина. В период учёбы участвовала в спектаклях Малого театра. По окончании Щепкинского училища была приглашёна сразу в несколько театров: «Сатирикон», имени Моссовета, имени Маяковского, МХТ им. Чехова. Было принято приглашение Государственного академического театра им. Моссовета. В этом театре были сыграны роли Нины Заречной в Чеховской «Чайке» и Елены в «Белой гвардии» Булгакова. Последовало приглашение от Леонида Хейфеца перейти в театр Советской армии. В этом театре Ольга Валерьевна сыграла несколько ролей, но впоследствии покинула театр из-за большой занятости в кино и на телевидении.
Параллельно кино работала дизайнером. Коллекции «Эко-невидаль» и «Все в сад» были показаны на конкурсе дизайнеров «Русский силуэт» в 2000 и 2001 годах и имели успех и признание. В конце 1990-х Ольга была приглашёна в модельное агентство «Ред старз», где проработала 3 года, войдя в десятку топ-моделей агентства.
Дебютировала в качестве клип-мейкера с песней «Снегопад».

### Личная жизнь
- Первый муж — актёр и сценарист Игорь Петров[3][4].
  - Дочь Алёна.
- Второй муж (незарегистрированный брак) — бизнесмен Андрей[3][4].
  - Дочь Таисия.

## Творчество

### Роли в театре

#### Театр имени Моссовета
- «Чайка» А. П. Чехова — Нина Заречная
- «Белая гвардия» М. А. Булгакова — Елена

#### Театр Советской Армии
- «Павел I» — княгиня Голицына
- Маскарад М. Ю. Лермонтова — баронесса Штраль
- «Бойкое место» — Аннушка

### Роли в кино
| Год  |    | Название                                  | Роль                     |
| ---- | -- | ----------------------------------------- | ------------------------ |
| 1989 | тф | Благородный разбойник Владимир Дубровский | Катерина                 |
| 1990 | ф  | Балаган                                   | Лика                     |
| 1990 | с  | Войди в каждый дом                        | Имя персонажа не указано |
| 1992 | ф  | Свободная зона                            | Маша                     |
| 1994 | ф  | Нимб                                      | Имя персонажа не указано |
| 1995 | ф  | Любить по-русски                          | Полина                   |
| 1995 | ф  | На углу, у Патриарших                     | Тамара                   |
| 1996 | ф  | Любить по-русски 2                        | Полина                   |
| 1997 | ф  | Страсти в ателье «Шах»                    | Имя персонажа не указано |
| 1999 | ф  | Любить по-русски 3: Губернатор            | Полина                   |
| 2002 | ф  | Наследник                                 | Имя персонажа не указано |
| 2007 | ф  | Начало                                    | мать Кости Голикова      |
| 2012 | с  | Петрович                                  | Судья                    |
| 2012 | с  | Тайны следствия-12                        | Судья                    |